# Joseph Andreas Zimmermann
Joseph Andreas Zimmermann (2. prosince 1810 Sighişoara – 18. nebo 19. května 1897 Sibiň) byl rakouský evangelický funkcionář a politik německé národnosti ze Sedmihradska, v 2. polovině 19. století poslanec Říšské rady a prezident vrchní evangelické církevní rady v Rakousku-Uhersku.

## Biografie
Přípravné studium absolvoval v Târgu Mureș, kde bádal v tamní knihovně hraběte Telekyho. Pak vystudoval práva a od března 1832 pracoval v státní službě, na sedmihradském guberniu. Roku 1839 byl jmenován učitelem na gymnáziu v Sibini, od roku 1844 učil na nově zřízené právní akademii. Během revolučního roku 1848 se podílel na debatách o ústavní a státoprávní reformě monarchie. V květnu 1848 byl jménem sedmihradských Sasů zvolen do deputace, která u císaře ve Vídni obhajovala zájmy německého obyvatelstva Sedmihradska. V letech 1846–1847 byl poslancem sněmu v Kluži. Během revoluce roku 1848 zasedal na Uherském sněmu v Pešti. Počátkem května 1850 byl zvolen do samosprávného orgánu německé menšiny (Národní univerzita). Roku 1850 byl povolán na ministerstvo vyučování, kde se 9. dubna 1852 stal ministerským tajemníkem a 20. listopadu 1858 ministerským radou. Významně se podílel na vedení evangelické církve. 1. září 1859 byl pověřen vedením evangelické konzistoře ve Vídni. Koncem července 1867 pak byl ustanoven za prezidenta vrchní evangelické církevní rady v Rakousku-Uhersku, přičemž již od června 1861 byl předsedou této střechové organizace. 15. listopadu 1874 odešel do penze. Za zásluhy obdržel Řád Františka Josefa.
Po obnovení ústavní vlády se zapojil i do politiky. V 60. letech 19. století byl poslancem nově ustaveného Sedmihradského zemského sněmu. Zemský sněm ho roku 1863 delegoval i do Říšské rady (tehdy ještě volené nepřímo) za Sedmihradsko. 20. října 1863 složil slib, 12. listopadu 1864 opětovně složil slib.
V době, kdy se chystalo rakousko-uherské vyrovnání, kterým zvítězila dualistická koncepce monarchie, zasedal v letech 1866–1867 také jako poslanec Uherského sněmu v Pešti.